# Apeadero de Bias
El Apeadero de Bias es una antigua plataforma ferroviaria de la Línea del Algarve, que servía a las localidades de Cavacos, Quatrim y Bias, en el ayuntamiento de Olhão, en el Distrito de Faro, en Portugal.

## Características y servicios
Este apeadero se encuentra, actualmente, retirado del servicio.

## Historia
Una ordenanza del 21 de marzo de 1902 aprobó los proyectos y los obras para la segunda fase de la construcción del tramo de la Línea del Algarve, entre Faro y Vila Real de Santo António; en este proyecto consta, entre otras infraestructuras, la construcción de este apeadero. Esta contrato fue licitado el 24 de marzo del año siguiente, por parte de la Dirección de Sur y Sudeste de los Ferrocarriles del Estado.
En 1905, fue construido un muelle de carga en este apeadero, con ramal y acceso de transporte propios.